# 习连会
連習會是指中國國民黨前主席連戰和中国共产党中央委员会总书记习近平的會談，共進行了四次。

## 第一次連習會
2013年2月25日，在北京人民大會堂舉行，連戰提出了：
|                       | 一個中國、兩岸和平、互利融合、振興中華。 |
| ——連戰 ，第一次連習會 |                                          |

## 第二次連習會
2014年2月18日，在釣魚台國賓館舉行，會後幕僚轉述連戰提出了：
|                       | 中華民國大家應來正式面對它，不能忽視它，中華民國在兩岸拓展過程中是資產，不是負債，在此前提下，要用務實態度正視現實。 |
| ——連戰 ，第二次連習會 | |

## 第三次連習會

### 舉行前
2015年8月31日，連戰前往參訪中國人民抗日戰爭紀念館，連戰幕僚張榮恭聲稱，有在館內看到「九一八事變」、「七七事變」、「廬山聲明」、「中共公布國共合作宣言」、「蔣介石參加開羅會議」、「臺灣戰區的受降典禮」及「國民革命軍的軍旗」等等史料；後來，連戰向紀念館贈送中華民國國史館出版的書籍《中國抗日戰爭史新篇》，以及中正文教基金會編輯的抗戰電視紀錄片，並且在館內題字：
|        | 一十四年血淚史，贏得醒獅萬世名。 |
| ——連戰 |                                  |

### 舉行過程
2015年9月1日，連習會在北京人民大會堂舉行，連戰提及了中國抗日戰爭、編寫歷史及台灣歷史的言論：
|                                     | 1. 八年全面抗戰是兩岸都非常重視的歷史。 2. 抗戰期間，中國國民黨軍隊在蔣介石領導下正面戰場，部署了一系列會戰和大仗，深深重挫了日軍，中國共產黨軍隊在毛澤東領導下敵後戰場，有力牽制、殲擊了日軍和偽軍。中華民族在付出慘痛代價後，獲得了最後勝利。 3. 我非常贊同習總書記最近提出，兩岸共用史料、共寫史書。 4. 四百多年前，台灣先民「唐山過台灣」，冒險渡過險惡的「黑水溝」，赴台開墾謀生，其艱苦可想而知，又遭荷蘭、西班牙及日本進犯，在異族殖民統治之下，蘊育出了「台灣意識」，但「台灣意識」絕不是「台獨意識」。 5. 我們不忍也不容純樸的「台灣意識」，被誤導為分裂意識。 |
| ——連戰 ，第三次連習會的連戰講話全文 | |

在會談結束後，連戰出席了2015年9月3日的纪念中国人民抗日战争暨世界反法西斯战争胜利70周年大会。

### 其他出席人士
- 中國國民黨前副主席林豐正[12]
- 中國國民黨前副秘書長暨連戰幕僚張榮恭[13]
- 中國國民黨黨員徐立德[14]
- 新黨主席郁慕明[12]
- 新黨青年委員會主席王炳忠[15]
- 親民黨秘書長秦金生[12]
- 無黨團結聯盟立法委員高金素梅[12]
- 世新大學教授暨臺灣高中課綱檢核小組召集人王曉波[12]

### 各方反應
- 批評中共言論者：馬英九[16]、朱立倫[17]。
- 批評中共言論與連戰言論者：洪秀柱[18][19]、羅紹和[20]、管中閔[21]、林郁方[22]、吳育昇[23]、施明德[24]、民進黨及時代力量[25]。
- 台灣團結聯盟和“908台灣國”人士在桃園機場抗議連戰赴中國大陆。[13][26]
- 邱毅對國民黨表示：「怎會炮口向內打連戰，使李蔡柯賴脫困」。[27]
- 在連戰參訪紀念館之際，紀念館外面有中國民眾拿著毛澤東畫像，自行宣稱：「抗戰勝利功歸於毛主席」。[28]
- 廈門大學台灣研究院教授張文生，向環球時報投書表示：「國民黨一直無法正視共產黨軍隊在敵後戰場的貢獻」。[29]

## 第四次連習會

### 舉行前
2018年7月12日，連戰先行會見國台辦主任劉結一，並在北京飯店進行餐敘。

### 舉行過程
2018年7月13日，連習會在北京人民大會堂舉行。